# Marvel Rivals
Marvel Rivals — геройский шутер, разработанный и изданный NetEase Games в сотрудничестве с Marvel Games. Выпуск игры состоялся 6 декабря 2024 года для Windows, PlayStation 5 и Xbox Series X/S. Игра условно-бесплатная с 39 героями из вселенной комиксов Marvel.

## Игровой процесс
Marvel Rivals — это геройский шутер с видом от третьего лица в формате PvP 6х6. При правильном сочетании двух или трёх персонажей игроки могут использовать «Динамическую синергию героев», которая ещё больше повышает боевую эффективность их игрового персонажа. В игре также есть разрушаемое окружение, позволяющее игрокам изменять поле боя (под наблюдением Галакты) в своих интересах.
По состоянию на август 2024 года официально анонсировано 25 игровых персонажей. Кроме того, для игры были подтверждены две локации: Иггсгард, слияние Асгарда и Иггдрасиля, и Токио 2099 года. В игре есть три режима: Конвой (Сопровождение), Доминирование и Конвергенция.

## Сюжет
Беспощадное столкновение между тираническим диктатором Доктором Думом и его будущим двойником из 2099 года вынудило бесчисленные вселенные столкнуться в Переплетении временных потоков, создавая новые миры и кризисы, до сих пор неизвестные. Теперь герои и злодеи со всей мультивселенной должны сражаться вместе и друг против друга, поскольку разрозненные группы стремятся победить двух Думов, прежде чем кто-то достигнет господства в этих реальностях. Старые друзья становятся противниками, а бывшие враги — союзниками.

## Герои

### Играбельные
- Адам Уорлок
- Алая Ведьма
- Альтрон
- Блэйд
- Веном
- Грут
- Девушка-белка
- Джефф Сухопутная акула
- Доктор Стрэндж
- Енот Ракета
- Железный Кулак
- Железный Человек
- Женщина-невидимка
- Звездный Лорд
- Зимний солдат
- Капитан Америка
- Каратель
- Локи
- Луна Сноу
- Лунный рыцарь
- Магнето
- Мантис
- Мистер Фантастик
- Мэджик
- Нэмор
- Пени Паркер
- Плащ и Кинжал
- Псайлок
- Росомаха
- Соколиный Глаз
- Существо
- Тор
- Феникс
- Халк
- Хела
- Человек-паук
- Чёрная вдова
- Чёрная пантера
- Человек-Факел
- Шторм
- Эмма Фрост

### Неиграбельные
- Доктор Дум / Доктор Дум 2099
- Галакта Галакта

## Разработка и релиз
Игра разработана NetEase Games, которая ранее создала две игры по вселенной Marvel: Marvel Super War (2019) и Marvel Duel (2020). Джей Онг из Marvel Games описал Rivals как один из их «самых амбициозных проектов по разработке игр».
Закрытый альфа-тест длился десять дней, с 10 по 20 мая 2024 года. Игроки получали награды, которые сохранятся до релизной версии. Среди постоянных наград были: эксклюзивный титул альфа-тестера и игровой скин для персонажа «Алая ведьма». Они зарабатывались в специальном боевом пропуске. Дополнительные награды — титул «Dawn of Legends», получаемый от 32 места в альфа-турнире игры, и спрей за игру с или против разработчиков игры во время игрового теста.
Закрытый бета-тест Marvel Rivals проходил с 23 июля по 5 августа 2024 года как для консолей, так и для ПК.
NetEase Games заявила, что изучает потенциальные релизы на других платформах, изначально рассматривались только Windows и macOS через Steam и Epic Games. Во время презентации State of Play от Sony, которая проходила в мае, стало известно, что игра выйдет для PlayStation 5 и Xbox Series X/S, а также о предстоящем бета-тестировании.
В феврале 2025 года геймдиректор игры Таддеус Сассэр заявил, что, несмотря на успех, его команда попала под сокращения.

## Отзывы
| Иноязычные издания    | Иноязычные издания |
| Издание               | Оценка             |
| --------------------- | ------------------ |
| Edge                  | 5/10               |
| Русскоязычные издания |                    |
| Издание               | Оценка             |
| StopGame.ru           | Похвально          |